# Клинкине
Кли́нкине — село Новоазовської міської громади Кальміуського району Донецької області, Україна.

## Загальні відомості
Відстань до райцентру становить близько 30 км і проходить автошляхом місцевого значення. Землі села межують із територією Некліновського району Ростовської області Росії. Прикордонного переходу немає.

## Історія
Клинкине (Терновий; також Клинкен-Хутір/Klinken-Chutor) до 1917 — лютеранський хутір на орендованій землі області Війська Донського, Таганрозький округ Новомиколаївської волості; у радянські часи — Сталінська область, Будьонівський (Новомиколайївський) район. Лютеранський прихід Розенфельд. Сільрада (1936). Мешканців: 261 (1904), 286 (1915), 385 (1924).
7 (20) листопада 1917 року, відповідно до Третього Універсалу Української Центральної Ради, увійшло до складу Української Народної Республіки.

## Російсько-українська війна
26 серпня 2014 року російські військові та проплачені терористи при спробі захоплення Новоазовська зайняли село.

## Населення
За даними перепису 2001 року населення села становило 258 осіб, з них 75,97 % зазначили рідною мову українську та 24,03 % — російську.